# Vanua Levu
Vanua Levu, trước đây còn gọi là đảo gỗ đàn hương, là đảo lớn thứ hai tại Fiji. Vanua Levu nằm cách 64 km về phía bắc của đảo Viti Levu lớn hơn, với dân số khoảng 130.000 người
Nhà hàng hải người Hà Lan Abel Tasman là người châu Âu đầu tiên được ghi nhận là trông thấy Vanua Levu, sự kiện diễn ra vào năm 1643. Tiếp theo ông là Thuyền trưởng William Bligh vào năm 1789, trên đường đến Timor khi thoát khỏi cuộc nổi loạn tàu Bounty. Các thuyền nhân bắt đầu khai thác các bụi cây gỗ đàn hương vào năm 1805 ở khu vực vịnh Bua, loài cây này được các thủy thủ trên tàu bị đắm Argo phát hiện, song nguồn cung cạn kiệt sau đó. Người định cư từ Úc và New Zealand lập các vườn dừa trong khu vực Savusavu vào những năm 1860, họ kết hôn với người bản địa, hình thành nên một tầng lớp hỗn chủng, thịnh vượng nhờ việc bán dừa. Đại khủng hoảng những năm 1930 khiến giá dừa suy giảm, trong thời gian này người gốc Ấn thành lập thị trấn Labasa.
Các nhà địa chất học giải thích hình dạng của Vanua Levu hình thành bởi sự hợp nhất một số hòn đảo. Bao quanh đảo là các rạn san hô, đảo có địa hình gồ ghề và đồi núi. Một dãy núi dồ ghề phần chia đảo theo chiều ngang, tạo thành phần lớn ranh giới giữa hai tỉnh Cakaudrove và Macuata. Điểm cao nhất trên đảo là đỉnh núi Batini, còn được gọi là Nasorolevu, với cao độ 1111 mét, và cách đó 16 km về phía đông bắc là đỉnh Dikeva, hay núi Thurston, với cao độ 1030 mét. Dãy núi chính của Vanua Levu bờ biển phía nam, cũng là hướng đón gió, khiến khu vực này ẩm ướt hơn. Phía bắc Vanua Levu có thời tiết khô trong tám tháng mỗi năm, tạo điều kiện cho cây trồng chính của đạo là mía phát triển. Vanua Levu có một số sông, trong đó có Labasa, Wailevu, và Qawa. Ba sông này tạo nên một châu thổ, ở đó có thị trấn Labasa.
Các trung tâm dân cư lớn của đảo là Labasa ở phía bắc, và Savusavu nằm ở chân của bán đảo. Labasa có khoảng 25.000 cư dân theo điều tra năm 1996], có một cộng đồng người gốc Ấn đông đảo, và là một trung tâm chính của ngành công nghiệp mía đường Fiji. Savusavu nhỏ hơn, với dân số dưới 5000, song là một trung tâm du lịch với các hoạt động lặn và thuyền buồm. Ngành công nghiệp chính trên đảo là mía đường, đặc biệt là ở phía bắc, dừa cũng là một cây trồng quan trọng.
Vanua Levu được chia thành ba tỉnh: Bua (ở phía tây), Macuata (ở đông-bắc), và Cakaudrove (ở đông-nam). Ba tỉnh này tạo thành Khu vực Bắc của Fiji. Cùng với Quần đảo Lau xa xôi, Vanua Levu và các đảo liền kề hình thành Liên minh Tovata, một trong ba liên minh chính của giới quý tộc Fiji.
Năm 2012, nước Kiribati bắt đầu đàm phán đển mua 5000 mẫu Anh (~20,2 km²) của hòn đảo nhằm làm nơi sinh sống cho cư dân nước họ để đối phó với việc mực nước biển dâng.